# 十里堡駅
十里堡駅（じゅうりほえき）は中華人民共和国北京市朝陽区に位置する北京地下鉄6号線の駅である。2012年12月30日に開業した。

## 歴史
- 2012年12月30日 - 開業。

## 駅構造

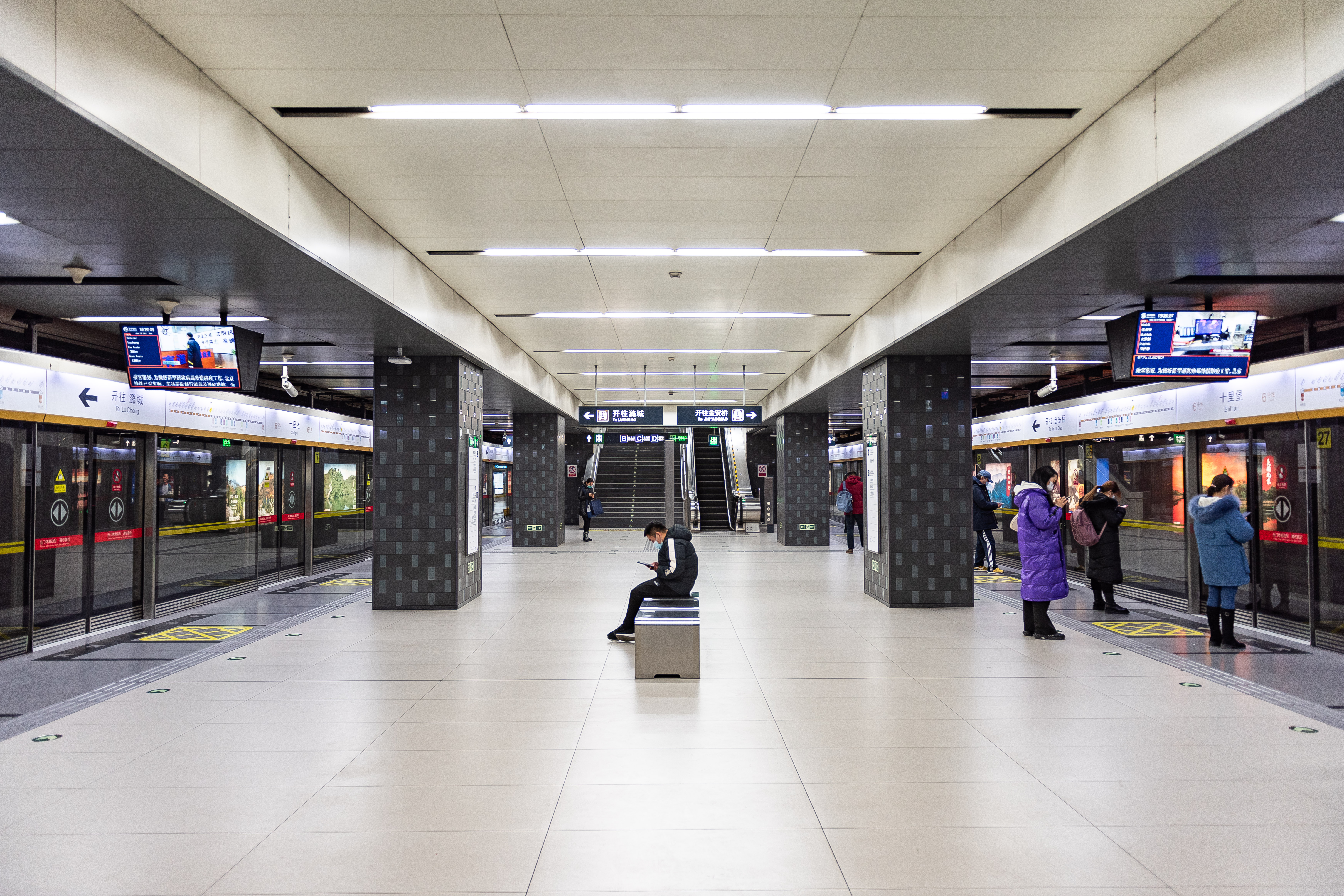
ホーム

島式ホーム1面2線の地下駅。

## 駅周辺
- 晨光家園
- 潤楓嘉尚
- 新華総麗景
- 碧水星閣

## 隣の駅
北京地下鉄
■6号線
金台路駅 - 十里堡駅 - 青年路駅